# McLaren M28
Chronologie des modèles (1979)
McLaren M26 McLaren M29
La McLaren M28 est une monoplace de Formule 1 conçue par McLaren Racing et engagée sur les neuf premières manches du championnat du monde de Formule 1 1979 avant d'être remplacée par la M29 lors du Grand Prix de Grand Bretagne.

## Historique
McLaren repart pour une saison supplémentaire avec le Ford Cosworth DFV V8 de 3 litres. La monoplace est confiée à l'expérimenté John Marshall Watson et au jeune Patrick Tambay.
Malgré une exploitation moyenne de l'effet de sol, Watson parvient à hisser sa M28 sur la troisième marche du podium à Buenos Aires ainsi qu'à la quatrième place du Grand Prix de Monaco.

## Résultats en championnat du monde
| Saison | Écurie                                       | Moteur               | Pneus | Pilotes        | 1    | 2   | 3    | 4    | 5    | 6   | 7   | 8   | 9    | 10  | 11  | 12 | 13  | 14  | 15  | Points inscrits | Classement |
| ------ | -------------------------------------------- | -------------------- | ----- | -------------- | ---- | --- | ---- | ---- | ---- | --- | --- | --- | ---- | --- | --- | -- | --- | --- | --- | --------------- | ---------- |
| 1979   | Marlboro Team McLaren Löwenbräu Team McLaren | Ford Cosworth DFV V8 | G     |                | ARG  | BRÉ | ADS  | EUO  | ESP  | BEL | MON | FRA | GBR  | ALL | AUT | PB | ITA | CAN | EUE | 15*             | 7e         |
| 1979   | Marlboro Team McLaren Löwenbräu Team McLaren | Ford Cosworth DFV V8 | G     | John Watson    | 3    | 8   | Abd. | Abd. | Abd. | 6   | 4   | 11  |      |     |     |    |     |     |     | 15*             | 7e         |
| 1979   | Marlboro Team McLaren Löwenbräu Team McLaren | Ford Cosworth DFV V8 | G     | Patrick Tambay | Abd. |     | 10   | Abd. | 13   |     | nq  | 10  | Abd. |     |     |    |     |     |     | 15*             | 7e         |

Légende : ici 
- * Seulement 8 points ont été marqués avec la M28, les autres points ont été marqués avec la M29.